# Ævar Örn Jósepsson
Ævar Örn Jósepsson, né le 25 août 1963 à Hafnarfjörður en Islande, est un écrivain islandais, auteur de roman policier.

## Œuvre

### Romans

#### Série Commissaire Árni
- Skítadjobb (2002)
- Svartir englar (2003)
  - Les Anges noirs, Gallimard, coll. « Série noire » (2012)  (ISBN 978-2-07-013309-3), traduction de Séverine Daucourt-Fridriksson
- Blóðberg (2005)
- Sá yðar sem syndlaus er (2006)
- Önnur lif (2010)